# Intrinsikalt värde
Intrinsikalt (eller inneboende) värde är ett begrepp inom filosofin för att beteckna att en entitet (ett ting, en egenskap, ett förhållande etc.) har ett värde i sig. Andra termer som ofta används som synonymer är "som sådant" och "för sig självt". Företeelser som inte har inneboende värde kan ha ett instrumentellt värde.
Enligt den brittiske filosofen G.E. Moore kan man utföra ett tankeexperiment, ett "isolationstest", för att avgöra vad som är intrinsikalt värdefullt. Tankeexperimentet består av att man tänker sig att det som ska undersökas befinner sig i ett tomt universum, i total ensamhet. Om vi skulle anse att existensen av det som ska undersökas är att betrakta som något gott i ett sådant universum, är det intrinsikalt värdefullt. Den amerikanske filosofen Roderick Chisholm har utifrån Moores isolationstest presenterat sin vidare analys av vad intrinsikala värden innebär, vilken i stora drag går ut på att påståendet att ett sakförhållande är intrinsikalt gott eller ont är detsamma som att påstå att det är möjligt att detta sakförhållande skulle utgöra samtlig godhet eller ondska som existerar i universum.
Frågan om vad som faktiskt är intrinsikalt värdefullt har traditionellt överordnats frågan om vad intrinsikalitet är. En vanlig teori om vad som är intrinsikalt värdefullt är hedonismen, som hävdar att njutning är intrinsikalt gott och lidande är intrinsikalt ont.